# Liste der Nummer-eins-Hits in Japan (2020)
Diese Liste der japanischen Nummer-eins-Hits enthält die Daten von 2020. Alle Angaben basieren auf den offiziellen japanischen Charts von Oricon.

## Singles
| ← 2019 ← | Liste der Nummer-eins-Hits in Japan | Liste der Nummer-eins-Hits in Japan              | Liste der Nummer-eins-Hits in Japan                                     | 2021 → |
| \| Zeitraum \| Wo. ges. \| Interpret \| Titel Autor(en) \| Zusätzliche Informationen \| \| (Zeitraum, Wochen auf Platz eins, Interpret, Titel, Autor[en], zusätzliche Informationen) \| \| \| \| \| \| ----------------------------------------------------------------------------------------- \| -------- \| ------------------------------------------------ \| ----------------------------------------------------------------------- \| ----------------------------------------------------------------------------------------------------------------------- \| \| 30. Dezember 2019 – 5. Januar 2020 1 Woche \| 1 \| Mariya Takeuchi 竹内まりや \| Inochi no Uta (Special Edition) いのちの歌(スペシャル・エディション) \| – \| \| 6. Januar 2020 – 12. Januar 2020 1 Woche \| 1 \| Poppin’Party \| Initial / Yume o uchinuku shunkan ni! イニシャル / 夢を撃ち抜く瞬間に! \| Erstmals erreicht das BanG-Dream!-Franchise Platz eins der japanischen Singlecharts.[1] \| \| 13. Januar 2020 – 19. Januar 2020 1 Woche \| 1 \| SKE48 \| Sōyūtoko aruyone? ソーユートコあるよね? \| – \| \| 20. Januar 2020 – 26. Januar 2020 1 Woche (insgesamt 3) \| 3 \| SixTones vs. Snow Man \| Imitation Rain / D. D. \| – \| \| 27. Januar 2020 – 2. Februar 2020 1 Woche \| 1 \| STU48 \| Mubōna yume wa sameru koto ga nai 無謀な夢は覚めることがない \| – \| \| 3. Februar 2020 – 16. Februar 2020 2 Wochen (insgesamt 3) \| 3 \| SixTones vs. Snow Man \| Imitation Rain / D. D. \| – \| \| 17. Februar 2020 – 23. Februar 2020 1 Woche \| 1 \| Hinatazaka46 日向坂46 \| Sonna koto nai yo ソンナコトナイヨ \| – \| \| 24. Februar 2020 – 1. März 2020 1 Woche \| 1 \| Hey! Say! Jump \| I Am / Muah Muah \| – \| \| 2. März 2020 – 8. März 2020 1 Woche \| 1 \| JO1 \| Protostar (Mugendai) PROTOSTAR (無限大) \| – \| \| 9. März 2020 – 15. März 2020 1 Woche \| 1 \| Jaejoong ジェジュン \| Brava!! Brava!! Brava!! / Ray of Light \| – \| \| 16. März 2020 – 22. März 2020 1 Woche \| 1 \| AKB48 \| Shitsuren, arigatō 失恋、ありがとう \| – \| \| 23. März 2020 – 29. März 2020 1 Woche \| 1 \| Nogizaka46 乃木坂46 \| Shiawase no hogoshoku しあわせの保護色 \| – \| \| 30. März 2020 – 5. April 2020 1 Woche \| 1 \| Seventeen \| Mai ochiru hanabira (Fallin’ Flower) 舞い落ちる花びら \| – \| \| 6. April 2020 – 12. April 2020 1 Woche \| 1 \| Sandaime J Soul Brothers from Exile Tribe \| Movin’ On \| – \| \| 13. April 2020 – 19. April 2020 1 Woche \| 1 \| Last Idol ラストアイドル \| Ai o shiru 愛を知る \| – \| \| 20. April 2020 – 26. April 2020 1 Woche (insgesamt 2) \| 2 \| HKT48 \| 3–2 \| – \| \| 27. April 2020 – 3. Mai 2020 1 Woche \| 1 \| Luna Sea \| The Beyond: Gunpla 40th Edition \| – \| \| 4. Mai 2020 – 10. Mai 2020 1 Woche (insgesamt 2) \| 2 \| HKT48 \| 3–2 \| – \| \| 11. Mai 2020 – 17. Mai 2020 1 Woche \| 1 \| Millennium Parade × Ghost in the Shell: SAC_2045 \| Fly with Me \| – \| \| 18. Mai 2020 – 24. Mai 2020 1 Woche \| 1 \| PassCode \| Starry Sky \| – \| \| 25. Mai 2020 – 31. Mai 2020 1 Woche \| 1 \| Walküre ワルキューレ \| Mirai wa onna no tame ni aru 未来はオンナのためにある \| – \| \| 1. Juni 2020 – 7. Juni 2020 1 Woche \| 1 \| Stray Kids \| Top \| Die japanische Version des Liedes ist Vorspann der Anime-Serie Tower of God und erreichte in Japan erstmals Platz eins. \| \| 8. Juni 2020 – 14. Juni 2020 1 Woche \| 1 \| King & Prince \| Mazy Night \| – \| \| 15. Juni 2020 – 21. Juni 2020 1 Woche \| 1 \| Kinki Kids \| Kanzai Boya \| – \| \| 22. Juni 2020 – 28. Juni 2020 1 Woche \| 1 \| Johnny’s West ジャニーズWEST \| Shōko 証拠 \| – \| \| 29. Juni 2020 – 5. Juli 2020 1 Woche \| 1 \| Hey! Say! Jump \| Last Mermaid … \| – \| \| 6. Juli 2020 – 12. Juli 2020 1 Woche \| 1 \| Twice \| Fanfare \| – \| \| 13. Juli 2020 – 19. Juli 2020 1 Woche \| 1 \| Tomohisa Yamashita 山下智久 \| Nights Cold \| – \| \| 20. Juli 2020 – 26. Juli 2020 1 Woche \| 1 \| SixTones \| Navigator \| – \| \| 27. Juli 2020 – 2. August 2020 1 Woche \| 1 \| Arashi 嵐 \| Kaito This Is カイト \| – \| \| 3. August 2020 – 9. August 2020 1 Woche \| 1 \| Sexy Zone \| Run \| – \| \| 10. August 2020 – 16. August 2020 1 Woche \| 1 \| Twenty Twenty \| Smile \| – \| \| 17. August 2020 – 23. August 2020 1 Woche \| 1 \| Kanjani8 関ジャニ∞ \| Re:live \| – \| \| 24. August 2020 – 30. August 2020 1 Woche \| 1 \| JO1 \| Stargazer (Oh-Eh-Oh) \| – \| \| 31. August 2020 – 6. September 2020 1 Woche \| 1 \| STU48 \| Omoidaseru koi o shiyō 思い出せる恋をしよう \| – \| \| 7. September 2020 – 13. September 2020 1 Woche \| 1 \| Boys and Men \| Oh Yeah \| Zum vierten Mal in drei Jahren steht die Idol-Gruppe aus Nagoya auf Platz 1. \| \| 14. September 2020 – 20. September 2020 1 Woche \| 1 \| Kis-My-Ft2 \| Endless Summer \| – \| \| 21. September 2020 – 27. September 2020 1 Woche \| 1 \| V6 \| It’s My Life / Pineapple \| – \| \| 28. September 2020 – 4. Oktober 2020 1 Woche \| 1 \| Hey! Say! Jump \| Your Song \| – \| \| 5. Oktober 2020 – 11. Oktober 2020 1 Woche \| 1 \| Snow Man \| Kissin’ My Lips / Stories \| – \| \| 12. Oktober 2020 – 1. November 2020 3 Wochen \| 3 \| LiSA \| Honō 炎 \| – \| \| 2. November 2020 – 8. November 2020 1 Woche \| 1 \| Sexy Zone \| Not Found \| – \| \| 9. November 2020 – 15. November 2020 1 Woche \| 1 \| SixTones \| New Era \| – \| \| 16. November 2020 – 22. November 2020 1 Woche \| 1 \| NMB48 \| Koi nanka No Thank You! 恋なんかNo thank you! \| – \| \| 23. November 2020 – 29. November 2020 1 Woche \| 1 \| =LOVE \| Seishun „Subliminal“ 青春“サブリミナル” \| – \| \| 30. November 2020 – 6. Dezember 2020 1 Woche (insgesamt 2) \| 2 \| NiziU \| Step and a Step \| – \| \| 7. Dezember 2020 – 13. Dezember 2020 1 Woche \| 1 \| Sakurazaka46 \| Nobody’s Fault \| – \| \| 14. Dezember 2020 – 20. Dezember 2020 1 Woche \| 1 \| King & Prince \| I Promise \| – \| \| 21. Dezember 2020 – 27. Dezember 2020 1 Woche \| 1 \| NEWS \| Beautiful/Chincha Umaka/Canary ビューティフル/チンチャうまっか/カナリヤ \| – \| \| 28. Dezember 2020 – 3. Januar 2021 1 Woche (insgesamt 2) \| 2 \| NiziU \| Step and a Step \| – \| |                                     |                                                  |                                                                         | |
| ← 2019 |                                     |                                                  |                                                                         | → 2021 → |
| Zeitraum | Wo. ges.                            | Interpret                                        | Titel Autor(en)                                                         | Zusätzliche Informationen                                                                                               |
| (Zeitraum, Wochen auf Platz eins, Interpret, Titel, Autor[en], zusätzliche Informationen) |                                     |                                                  |                                                                         | |
| 30. Dezember 2019 – 5. Januar 2020 1 Woche | 1                                   | Mariya Takeuchi 竹内まりや                       | Inochi no Uta (Special Edition) いのちの歌(スペシャル・エディション)    | – |
| 6. Januar 2020 – 12. Januar 2020 1 Woche | 1                                   | Poppin’Party                                     | Initial / Yume o uchinuku shunkan ni! イニシャル / 夢を撃ち抜く瞬間に!  | Erstmals erreicht das BanG-Dream!-Franchise Platz eins der japanischen Singlecharts.                                    |
| 13. Januar 2020 – 19. Januar 2020 1 Woche | 1                                   | SKE48                                            | Sōyūtoko aruyone? ソーユートコあるよね?                                 | – |
| 20. Januar 2020 – 26. Januar 2020 1 Woche (insgesamt 3) | 3                                   | SixTones vs. Snow Man                            | Imitation Rain / D. D.                                                  | – |
| 27. Januar 2020 – 2. Februar 2020 1 Woche | 1                                   | STU48                                            | Mubōna yume wa sameru koto ga nai 無謀な夢は覚めることがない            | – |
| 3. Februar 2020 – 16. Februar 2020 2 Wochen (insgesamt 3) | 3                                   | SixTones vs. Snow Man                            | Imitation Rain / D. D.                                                  | – |
| 17. Februar 2020 – 23. Februar 2020 1 Woche | 1                                   | Hinatazaka46 日向坂46                            | Sonna koto nai yo ソンナコトナイヨ                                      | – |
| 24. Februar 2020 – 1. März 2020 1 Woche | 1                                   | Hey! Say! Jump                                   | I Am / Muah Muah                                                        | – |
| 2. März 2020 – 8. März 2020 1 Woche | 1                                   | JO1                                              | Protostar (Mugendai) PROTOSTAR (無限大)                                 | – |
| 9. März 2020 – 15. März 2020 1 Woche | 1                                   | Jaejoong ジェジュン                              | Brava!! Brava!! Brava!! / Ray of Light                                  | – |
| 16. März 2020 – 22. März 2020 1 Woche | 1                                   | AKB48                                            | Shitsuren, arigatō 失恋、ありがとう                                     | – |
| 23. März 2020 – 29. März 2020 1 Woche | 1                                   | Nogizaka46 乃木坂46                              | Shiawase no hogoshoku しあわせの保護色                                  | – |
| 30. März 2020 – 5. April 2020 1 Woche | 1                                   | Seventeen                                        | Mai ochiru hanabira (Fallin’ Flower) 舞い落ちる花びら                   | – |
| 6. April 2020 – 12. April 2020 1 Woche | 1                                   | Sandaime J Soul Brothers from Exile Tribe        | Movin’ On                                                               | – |
| 13. April 2020 – 19. April 2020 1 Woche | 1                                   | Last Idol ラストアイドル                         | Ai o shiru 愛を知る                                                     | – |
| 20. April 2020 – 26. April 2020 1 Woche (insgesamt 2) | 2                                   | HKT48                                            | 3–2                                                                     | – |
| 27. April 2020 – 3. Mai 2020 1 Woche | 1                                   | Luna Sea                                         | The Beyond: Gunpla 40th Edition                                         | – |
| 4. Mai 2020 – 10. Mai 2020 1 Woche (insgesamt 2) | 2                                   | HKT48                                            | 3–2                                                                     | – |
| 11. Mai 2020 – 17. Mai 2020 1 Woche | 1                                   | Millennium Parade × Ghost in the Shell: SAC_2045 | Fly with Me                                                             | – |
| 18. Mai 2020 – 24. Mai 2020 1 Woche | 1                                   | PassCode                                         | Starry Sky                                                              | – |
| 25. Mai 2020 – 31. Mai 2020 1 Woche | 1                                   | Walküre ワルキューレ                             | Mirai wa onna no tame ni aru 未来はオンナのためにある                   | – |
| 1. Juni 2020 – 7. Juni 2020 1 Woche | 1                                   | Stray Kids                                       | Top                                                                     | Die japanische Version des Liedes ist Vorspann der Anime-Serie Tower of God und erreichte in Japan erstmals Platz eins. |
| 8. Juni 2020 – 14. Juni 2020 1 Woche | 1                                   | King & Prince                                    | Mazy Night                                                              | – |
| 15. Juni 2020 – 21. Juni 2020 1 Woche | 1                                   | Kinki Kids                                       | Kanzai Boya                                                             | – |
| 22. Juni 2020 – 28. Juni 2020 1 Woche | 1                                   | Johnny’s West ジャニーズWEST                     | Shōko 証拠                                                              | – |
| 29. Juni 2020 – 5. Juli 2020 1 Woche | 1                                   | Hey! Say! Jump                                   | Last Mermaid …                                                          | – |
| 6. Juli 2020 – 12. Juli 2020 1 Woche | 1                                   | Twice                                            | Fanfare                                                                 | – |
| 13. Juli 2020 – 19. Juli 2020 1 Woche | 1                                   | Tomohisa Yamashita 山下智久                      | Nights Cold                                                             | – |
| 20. Juli 2020 – 26. Juli 2020 1 Woche | 1                                   | SixTones                                         | Navigator                                                               | – |
| 27. Juli 2020 – 2. August 2020 1 Woche | 1                                   | Arashi 嵐                                        | Kaito This Is カイト                                                    | – |
| 3. August 2020 – 9. August 2020 1 Woche | 1                                   | Sexy Zone                                        | Run                                                                     | – |
| 10. August 2020 – 16. August 2020 1 Woche | 1                                   | Twenty Twenty                                    | Smile                                                                   | – |
| 17. August 2020 – 23. August 2020 1 Woche | 1                                   | Kanjani8 関ジャニ∞                               | Re:live                                                                 | – |
| 24. August 2020 – 30. August 2020 1 Woche | 1                                   | JO1                                              | Stargazer (Oh-Eh-Oh)                                                    | – |
| 31. August 2020 – 6. September 2020 1 Woche | 1                                   | STU48                                            | Omoidaseru koi o shiyō 思い出せる恋をしよう                             | – |
| 7. September 2020 – 13. September 2020 1 Woche | 1                                   | Boys and Men                                     | Oh Yeah                                                                 | Zum vierten Mal in drei Jahren steht die Idol-Gruppe aus Nagoya auf Platz 1.                                            |
| 14. September 2020 – 20. September 2020 1 Woche | 1                                   | Kis-My-Ft2                                       | Endless Summer                                                          | – |
| 21. September 2020 – 27. September 2020 1 Woche | 1                                   | V6                                               | It’s My Life / Pineapple                                                | – |
| 28. September 2020 – 4. Oktober 2020 1 Woche | 1                                   | Hey! Say! Jump                                   | Your Song                                                               | – |
| 5. Oktober 2020 – 11. Oktober 2020 1 Woche | 1                                   | Snow Man                                         | Kissin’ My Lips / Stories                                               | – |
| 12. Oktober 2020 – 1. November 2020 3 Wochen | 3                                   | LiSA                                             | Honō 炎                                                                 | – |
| 2. November 2020 – 8. November 2020 1 Woche | 1                                   | Sexy Zone                                        | Not Found                                                               | – |
| 9. November 2020 – 15. November 2020 1 Woche | 1                                   | SixTones                                         | New Era                                                                 | – |
| 16. November 2020 – 22. November 2020 1 Woche | 1                                   | NMB48                                            | Koi nanka No Thank You! 恋なんかNo thank you!                           | – |
| 23. November 2020 – 29. November 2020 1 Woche | 1                                   | =LOVE                                            | Seishun „Subliminal“ 青春“サブリミナル”                                 | – |
| 30. November 2020 – 6. Dezember 2020 1 Woche (insgesamt 2) | 2                                   | NiziU                                            | Step and a Step                                                         | – |
| 7. Dezember 2020 – 13. Dezember 2020 1 Woche | 1                                   | Sakurazaka46                                     | Nobody’s Fault                                                          | – |
| 14. Dezember 2020 – 20. Dezember 2020 1 Woche | 1                                   | King & Prince                                    | I Promise                                                               | – |
| 21. Dezember 2020 – 27. Dezember 2020 1 Woche | 1                                   | NEWS                                             | Beautiful/Chincha Umaka/Canary ビューティフル/チンチャうまっか/カナリヤ | – |
| 28. Dezember 2020 – 3. Januar 2021 1 Woche (insgesamt 2) | 2                                   | NiziU                                            | Step and a Step                                                         | – |

## Alben
| ← 2019 ← | Liste der Nummer-eins-Hits in Japan | Liste der Nummer-eins-Hits in Japan      | Liste der Nummer-eins-Hits in Japan                                                                                       | 2021 →                    |
| \| Zeitraum \| Wo. ges. \| Interpret \| Titel \| Zusätzliche Informationen \| \| (Zeitraum, Wochen auf Platz eins, Interpret, Titel, zusätzliche Informationen) \| \| \| \| \| \| ------------------------------------------------------------------------------ \| -------- \| ---------------------------------------- \| ------------------------------------------------------------------------------------------------------------------------- \| ------------------------- \| \| 30. Dezember 2019 – 5. Januar 2020 1 Woche \| 1 \| Shingo Katori 香取慎吾 \| 20200101 \| – \| \| 6. Januar 2020 – 12. Januar 2020 1 Woche \| 1 \| Takuya Kimura 木村拓哉 \| Go with the Flow \| – \| \| 13. Januar 2020 – 19. Januar 2020 1 Woche \| 1 \| King Gnu \| Ceremony \| – \| \| 20. Januar 2020 – 26. Januar 2020 1 Woche \| 1 \| NCT Dream \| The Dream \| – \| \| 27. Januar 2020 – 2. Februar 2020 1 Woche \| 1 \| Mad Trigger Crew \| Mad Trigger Crew: Before the 2nd D.R.B \| – \| \| 3. Februar 2020 – 9. Februar 2020 1 Woche \| 1 \| Sexy Zone \| Pop × Step!? \| – \| \| 10. Februar 2020 – 16. Februar 2020 1 Woche \| 1 \| Little Glee Monster \| Bright New World \| – \| \| 17. Februar 2020 – 23. Februar 2020 1 Woche \| 1 \| AAA \| AAA 15th Anniversary All Time Best: Thanx AAA Lot \| – \| \| 24. Februar 2020 – 1. März 2020 1 Woche \| 1 \| BTS \| Map of the Soul: 7 \| – \| \| 2. März 2020 – 8. März 2020 1 Woche \| 1 \| NEWS \| Story \| – \| \| 9. März 2020 – 15. März 2020 1 Woche \| 1 \| Glay \| Review II: Best of Glay \| – \| \| 16. März 2020 – 22. März 2020 1 Woche \| 1 \| Johnny’s West ジャニーズWEST \| W Trouble \| – \| \| 23. März 2020 – 29. März 2020 1 Woche \| 1 \| Kis-My-Ft2 \| To-y2 \| – \| \| 30. März 2020 – 5. April 2020 1 Woche \| 1 \| Man with a Mission \| B-Sides & Covers \| – \| \| 6. April 2020 – 12. April 2020 1 Woche (insgesamt 2) \| 2 \| Juju \| Your Story \| – \| \| 13. April 2020 – 19. April 2020 1 Woche \| 1 \| Inaba/Salas \| Maximum Huavo \| – \| \| 20. April 2020 – 26. April 2020 1 Woche \| 1 \| Jin Akanishi 赤西仁 \| Our Best \| – \| \| 27. April 2020 – 3. Mai 2020 1 Woche \| 1 \| The Oral Cigarettes \| Suck My World \| – \| \| 4. Mai 2020 – 10. Mai 2020 1 Woche (insgesamt 2) \| 2 \| Juju \| Your Story \| – \| \| 11. Mai 2020 – 17. Mai 2020 1 Woche \| 1 \| Man with a Mission \| Remix \| – \| \| 18. Mai 2020 – 24. Mai 2020 1 Woche \| 1 \| Tomorrow X Together \| The Dream Chapter: Eternity \| – \| \| 25. Mai 2020 – 31. Mai 2020 1 Woche \| 1 \| BanG Dream! \| BanG Dream! Girls Band Party! Cover Collection Vol. 4 バンドリ! ガールズバンドパーティ! カバーコレクションVol.4 \| – \| \| 1. Juni 2020 – 7. Juni 2020 1 Woche \| 1 \| Milet \| Eyes \| – \| \| 8. Juni 2020 – 14. Juni 2020 1 Woche \| 1 \| Twice \| More & More \| – \| \| 15. Juni 2020 – 21. Juni 2020 1 Woche \| 1 \| Endrecheri \| Love Faders \| – \| \| 22. Juni 2020 – 5. Juli 2020 2 Wochen \| 2 \| Seventeen \| Heng:garae \| – \| \| 6. Juli 2020 – 12. Juli 2020 1 Woche \| 1 \| Bish \| For Live: Bish Best \| – \| \| 13. Juli 2020 – 19. Juli 2020 1 Woche \| 1 \| BTS \| Map of the Soul: 7 – The Journey \| – \| \| 20. Juli 2020 – 26. Juli 2020 1 Woche \| 1 \| Bish \| Letters \| – \| \| 27. Juli 2020 – 2. August 2020 1 Woche \| 1 \| Jaejoong ジェジュン \| Love Covers II \| – \| \| 3. August 2020 – 30. August 2020 4 Wochen \| 4 \| Kenshi Yonezu 米津玄師 \| Stray Sheep \| – \| \| 31. August 2020 – 6. September 2020 1 Woche \| 1 \| King & Prince \| L& \| – \| \| 7. September 2020 – 13. September 2020 1 Woche \| 1 \| Seventeen \| 24H \| – \| \| 14. September 2020 – 20. September 2020 1 Woche \| 1 \| Twice \| #Twice3 \| – \| \| 21. September 2020 – 27. September 2020 1 Woche \| 1 \| Hinatazaka46 日向坂46 \| Hinatazaka ひなたざか \| – \| \| 28. September 2020 – 4. Oktober 2020 1 Woche \| 1 \| Yabai T-Shirts Yasan ヤバイTシャツ屋さん \| You Need the Tank-Top \| – \| \| 5. Oktober 2020 – 11. Oktober 2020 1 Woche \| 1 \| Keyakizaka46 欅坂46 \| Eien yori nagai isshun – ano koro, tashika ni sonzai shita watashitachi 永遠より長い一瞬 ～あの頃、確かに存在した私たち～ \| – \| \| 12. Oktober 2020 – 18. Oktober 2020 1 Woche \| 1 \| LiSA \| Leo-nine \| – \| \| 19. Oktober 2020 – 26. Oktober 2020 1 Woche \| 1 \| IZ*ONE \| Twelve \| – \| \| 27. Oktober 2020 – 1. November 2020 1 Woche \| 1 \| Tomorrow X Together \| Minisode 1: Blue Hour \| – \| \| 2. November 2020 – 8. November 2020 1 Woche (insgesamt 2) \| 2 \| Arashi 嵐 \| This Is Arashi This Is 嵐 \| – \| \| 9. November 2020 – 15. November 2020 1 Woche \| 1 \| Sutopuri すとぷり \| Strawberry Prince \| – \| \| 16. November 2020 – 22. November 2020 1 Woche \| 1 \| Hiroji Miyamoto 宮本浩次 \| Romance \| – \| \| 23. November 2020 – 29. November 2020 1 Woche \| 1 \| BTS \| Be (Deluxe Edition) \| – \| \| 30. November 2020 – 6. Dezember 2020 1 Woche \| 1 \| Mr. Children \| Soundtracks \| – \| \| 7. Dezember 2020 – 13. Dezember 2020 1 Woche \| 1 \| Masaharu Fukuyama \| Akira \| – \| \| 14. Dezember 2020 – 20. Dezember 2020 1 Woche \| 1 \| Hey! Say! JUMP \| Fab! -Music Speaks.- \| – \| \| 21. Dezember 2020 – 27. Dezember 2020 1 Woche \| 1 \| Kinki Kids \| O album \| – \| \| 28. Dezember 2020 – 3. Januar 2021 1 Woche (insgesamt 2) \| 2 \| Arashi 嵐 \| This Is Arashi This Is 嵐 \| – \| |                                     |                                          | |                           |
| ← 2019 |                                     |                                          | | → 2021 →                  |
| Zeitraum | Wo. ges.                            | Interpret                                | Titel | Zusätzliche Informationen |
| (Zeitraum, Wochen auf Platz eins, Interpret, Titel, zusätzliche Informationen) |                                     |                                          | |                           |
| 30. Dezember 2019 – 5. Januar 2020 1 Woche | 1                                   | Shingo Katori 香取慎吾                   | 20200101 | –                         |
| 6. Januar 2020 – 12. Januar 2020 1 Woche | 1                                   | Takuya Kimura 木村拓哉                   | Go with the Flow | –                         |
| 13. Januar 2020 – 19. Januar 2020 1 Woche | 1                                   | King Gnu                                 | Ceremony | –                         |
| 20. Januar 2020 – 26. Januar 2020 1 Woche | 1                                   | NCT Dream                                | The Dream | –                         |
| 27. Januar 2020 – 2. Februar 2020 1 Woche | 1                                   | Mad Trigger Crew                         | Mad Trigger Crew: Before the 2nd D.R.B                                                                                    | –                         |
| 3. Februar 2020 – 9. Februar 2020 1 Woche | 1                                   | Sexy Zone                                | Pop × Step!? | –                         |
| 10. Februar 2020 – 16. Februar 2020 1 Woche | 1                                   | Little Glee Monster                      | Bright New World | –                         |
| 17. Februar 2020 – 23. Februar 2020 1 Woche | 1                                   | AAA                                      | AAA 15th Anniversary All Time Best: Thanx AAA Lot                                                                         | –                         |
| 24. Februar 2020 – 1. März 2020 1 Woche | 1                                   | BTS                                      | Map of the Soul: 7 | –                         |
| 2. März 2020 – 8. März 2020 1 Woche | 1                                   | NEWS                                     | Story | –                         |
| 9. März 2020 – 15. März 2020 1 Woche | 1                                   | Glay                                     | Review II: Best of Glay                                                                                                   | –                         |
| 16. März 2020 – 22. März 2020 1 Woche | 1                                   | Johnny’s West ジャニーズWEST             | W Trouble | –                         |
| 23. März 2020 – 29. März 2020 1 Woche | 1                                   | Kis-My-Ft2                               | To-y2 | –                         |
| 30. März 2020 – 5. April 2020 1 Woche | 1                                   | Man with a Mission                       | B-Sides & Covers | –                         |
| 6. April 2020 – 12. April 2020 1 Woche (insgesamt 2) | 2                                   | Juju                                     | Your Story | –                         |
| 13. April 2020 – 19. April 2020 1 Woche | 1                                   | Inaba/Salas                              | Maximum Huavo | –                         |
| 20. April 2020 – 26. April 2020 1 Woche | 1                                   | Jin Akanishi 赤西仁                      | Our Best | –                         |
| 27. April 2020 – 3. Mai 2020 1 Woche | 1                                   | The Oral Cigarettes                      | Suck My World | –                         |
| 4. Mai 2020 – 10. Mai 2020 1 Woche (insgesamt 2) | 2                                   | Juju                                     | Your Story | –                         |
| 11. Mai 2020 – 17. Mai 2020 1 Woche | 1                                   | Man with a Mission                       | Remix | –                         |
| 18. Mai 2020 – 24. Mai 2020 1 Woche | 1                                   | Tomorrow X Together                      | The Dream Chapter: Eternity                                                                                               | –                         |
| 25. Mai 2020 – 31. Mai 2020 1 Woche | 1                                   | BanG Dream!                              | BanG Dream! Girls Band Party! Cover Collection Vol. 4 バンドリ! ガールズバンドパーティ! カバーコレクションVol.4           | –                         |
| 1. Juni 2020 – 7. Juni 2020 1 Woche | 1                                   | Milet                                    | Eyes | –                         |
| 8. Juni 2020 – 14. Juni 2020 1 Woche | 1                                   | Twice                                    | More & More | –                         |
| 15. Juni 2020 – 21. Juni 2020 1 Woche | 1                                   | Endrecheri                               | Love Faders | –                         |
| 22. Juni 2020 – 5. Juli 2020 2 Wochen | 2                                   | Seventeen                                | Heng:garae | –                         |
| 6. Juli 2020 – 12. Juli 2020 1 Woche | 1                                   | Bish                                     | For Live: Bish Best | –                         |
| 13. Juli 2020 – 19. Juli 2020 1 Woche | 1                                   | BTS                                      | Map of the Soul: 7 – The Journey                                                                                          | –                         |
| 20. Juli 2020 – 26. Juli 2020 1 Woche | 1                                   | Bish                                     | Letters | –                         |
| 27. Juli 2020 – 2. August 2020 1 Woche | 1                                   | Jaejoong ジェジュン                      | Love Covers II | –                         |
| 3. August 2020 – 30. August 2020 4 Wochen | 4                                   | Kenshi Yonezu 米津玄師                   | Stray Sheep | –                         |
| 31. August 2020 – 6. September 2020 1 Woche | 1                                   | King & Prince                            | L& | –                         |
| 7. September 2020 – 13. September 2020 1 Woche | 1                                   | Seventeen                                | 24H | –                         |
| 14. September 2020 – 20. September 2020 1 Woche | 1                                   | Twice                                    | #Twice3 | –                         |
| 21. September 2020 – 27. September 2020 1 Woche | 1                                   | Hinatazaka46 日向坂46                    | Hinatazaka ひなたざか | –                         |
| 28. September 2020 – 4. Oktober 2020 1 Woche | 1                                   | Yabai T-Shirts Yasan ヤバイTシャツ屋さん | You Need the Tank-Top | –                         |
| 5. Oktober 2020 – 11. Oktober 2020 1 Woche | 1                                   | Keyakizaka46 欅坂46                      | Eien yori nagai isshun – ano koro, tashika ni sonzai shita watashitachi 永遠より長い一瞬 ～あの頃、確かに存在した私たち～ | –                         |
| 12. Oktober 2020 – 18. Oktober 2020 1 Woche | 1                                   | LiSA                                     | Leo-nine | –                         |
| 19. Oktober 2020 – 26. Oktober 2020 1 Woche | 1                                   | IZ*ONE                                   | Twelve | –                         |
| 27. Oktober 2020 – 1. November 2020 1 Woche | 1                                   | Tomorrow X Together                      | Minisode 1: Blue Hour | –                         |
| 2. November 2020 – 8. November 2020 1 Woche (insgesamt 2) | 2                                   | Arashi 嵐                                | This Is Arashi This Is 嵐                                                                                                 | –                         |
| 9. November 2020 – 15. November 2020 1 Woche | 1                                   | Sutopuri すとぷり                        | Strawberry Prince | –                         |
| 16. November 2020 – 22. November 2020 1 Woche | 1                                   | Hiroji Miyamoto 宮本浩次                 | Romance | –                         |
| 23. November 2020 – 29. November 2020 1 Woche | 1                                   | BTS                                      | Be (Deluxe Edition) | –                         |
| 30. November 2020 – 6. Dezember 2020 1 Woche | 1                                   | Mr. Children                             | Soundtracks | –                         |
| 7. Dezember 2020 – 13. Dezember 2020 1 Woche | 1                                   | Masaharu Fukuyama                        | Akira | –                         |
| 14. Dezember 2020 – 20. Dezember 2020 1 Woche | 1                                   | Hey! Say! JUMP                           | Fab! -Music Speaks.- | –                         |
| 21. Dezember 2020 – 27. Dezember 2020 1 Woche | 1                                   | Kinki Kids                               | O album | –                         |
| 28. Dezember 2020 – 3. Januar 2021 1 Woche (insgesamt 2) | 2                                   | Arashi 嵐                                | This Is Arashi This Is 嵐                                                                                                 | –                         |

## Jahreshitparaden
| ← 2019 ← | Liste der Nummer-eins-Hits in Japan | Liste der Nummer-eins-Hits in Japan  | Liste der Nummer-eins-Hits in Japan | 2021 →   |
| \| Singles \| Position# \| Alben \| \| -------------------------------------------- \| --------- \| ------------------------------------ \| \| Imitation Rain / D. D. SixTones vs. Snow Man \| 1 \| Stray Sheep Kenshi Yonezu \| \| Shitsuren, arigatō AKB48 \| 2 \| This Is Arashi Arashi \| \| Kaito Arashi \| 3 \| Map of the Soul: 7 – The Journey BTS \| \| Shiawase no hogoshoku Nogizaka46 \| 4 \| L& King & Prince \| \| Kissin’ My Lips / Stories Snow Man \| 5 \| Map of the Soul: 7 BTS \| \| Navogator SixTones \| 6 \| Ceremony King Gnu \| \| Sonna koto nai yo Hinatazaka46 \| 7 \| Soundtracks Mr. Children \| \| Mazy Night King & Prince \| 8 \| 24H Seventeen \| \| Smile Twenty Twenty \| 9 \| Strawberry Prince Sutopuri \| \| New Era SixTones \| 10 \| Traveler Official Hige Dandism \| |                                     |                                      |                                     |          |
| ← 2019 |                                     |                                      |                                     | → 2021 → |
| Singles | Position#                           | Alben                                |                                     |          |
| Imitation Rain / D. D. SixTones vs. Snow Man | 1                                   | Stray Sheep Kenshi Yonezu            |                                     |          |
| Shitsuren, arigatō AKB48 | 2                                   | This Is Arashi Arashi                |                                     |          |
| Kaito Arashi | 3                                   | Map of the Soul: 7 – The Journey BTS |                                     |          |
| Shiawase no hogoshoku Nogizaka46 | 4                                   | L& King & Prince                     |                                     |          |
| Kissin’ My Lips / Stories Snow Man | 5                                   | Map of the Soul: 7 BTS               |                                     |          |
| Navogator SixTones | 6                                   | Ceremony King Gnu                    |                                     |          |
| Sonna koto nai yo Hinatazaka46 | 7                                   | Soundtracks Mr. Children             |                                     |          |
| Mazy Night King & Prince | 8                                   | 24H Seventeen                        |                                     |          |
| Smile Twenty Twenty | 9                                   | Strawberry Prince Sutopuri           |                                     |          |
| New Era SixTones | 10                                  | Traveler Official Hige Dandism       |                                     |          |